# Forget Me Not (1922)
Forget Me Not is een Amerikaanse dramafilm uit 1922 onder regie van W.S. Van Dyke. Destijds werd de film in Nederland uitgebracht onder de titel Vergeet mij niet. De film is wellicht zoekgeraakt.

## Verhaal
Ann wordt als kind door haar moeder Mary uit armoede achtergelaten op de stoep van het weeshuis. De jaren verstrijken en in haar tienerjaren wordt Ann verliefd op de weesjongen Jimmy. Haar moeder heeft zich intussen uit de armoede ontworsteld. Wanneer Mary terugkeert naar het weeshuis om haar dochter op te halen, herkent ze haar niet meer en ze adopteert Jimmy in plaats van Ann. Later wordt het meisje zelf geadopteerd door de oude straatmuzikant Rodolfo, die haar vioollessen geeft. Op een dag wordt ze ingehuurd om te spelen op de bruiloft van Jimmy. Uiteindelijk wordt Ann een violiste in een orkest. De vrouw van Jimmy is inmiddels overleden en hij vindt Ann terug. Op die manier wordt ze ook herenigd met haar moeder.

## Rolverdeling
| Acteur          | Personage    |
| --------------- | ------------ |
| Irene Hunt      | Mary Gordoon |
| Will Machin     | Vader        |
| Bessie Love     | Ann          |
| Gareth Hughes   | Jimmy        |
| Otto Lederer    | Rodolfo      |
| Myrtle Lind     | Bruid        |
| Hal Wilson      |              |
| Gertrude Claire |              |
| Sam Allen       |              |
| W.E. Lawrence   |              |